# Raquel Schneider
Raquel Schneider (Porto Alegre, 1984) é uma jornalista brasileira. Formou-se em Comunicação Social pela Universidade Federal do Rio Grande do Sul em 2006. Trabalha como repórter da Agência Radioweb de notícias.
Ela foi ganhadora do Troféu Mulher Imprensa na edição de 2007, na categoria Jornalista de Internet. Escreveu um artigo sobre os usos das redes sociais no Hospital das Clínicas de Porto Alegre (HCPA), intitulado "Redes sociais em empresas públicas: usos no Hospital de Clínicas de Porto Alegre" em 2015.

## Carreira
Schneider atuou como subdiretora e repórter na Editoria de Cultura do Jornal do Comércio entre 2007 e 2010. Em 2008, foi selecionada para participar do seminário "Alemanha Hoje", organizado pelo Ministério das Relações Exteriores. No período de 2013 a 2017, a jornalista exerceu sua profissão na Coordenadoria de Comunicação do Hospital de Clínicas em Porto Alegre, cidade onde nasceu. Seus interesses de pesquisa abrangem os temas da sociedade, cultura e imaginário. Concluiu sua especialização em Marketing Digital pela Uniasselvi em 2015.

## Prêmios
- Top Ser Humano - ABRH-RS - 2016[5]
- III Concurso de Boas Práticas da CGU - Controladoria Geral da União - 2016[5]
- Prêmio de Jornalismo do Liquida Porto Alegre -  Câmara de Dirigentes Lojistas de Porto Alegre - 2011[5]
- Troféu Mulher Imprensa na categoria Jornalista de internet - Associação Brasileira de Comunicação Empresarial - Aberje - 2008[5]
- Prêmio Vega Ambiental de Jornalismo - Vega Engenharia Ambiental - 2008[5]
- Prêmio IBCC de Jornalismo - Instituto Brasileiro de Controle do Câncer - 2007[5]
- Prêmio Ethos de Jornalismo -  Santander - 2007[5]